# Tom Bergeron
Thomas Raymond Bergeron (Haverhill, 6 mei 1955) is een Amerikaanse televisiepersoonlijkheid die vooral bekend is als presentator van Hollywood Squares, America's Funniest Home Videos en Dancing with the Stars. Hij heeft twee Emmy Awards gewonnen in 2000 en in 2012.
Bergeron werd geboren op 6 mei 1955 in Haverhill (Massachusetts). Hij is sinds 1982 getrouwd met Lois Bergeron, ze hebben twee dochters.